# 朝鲜冷面

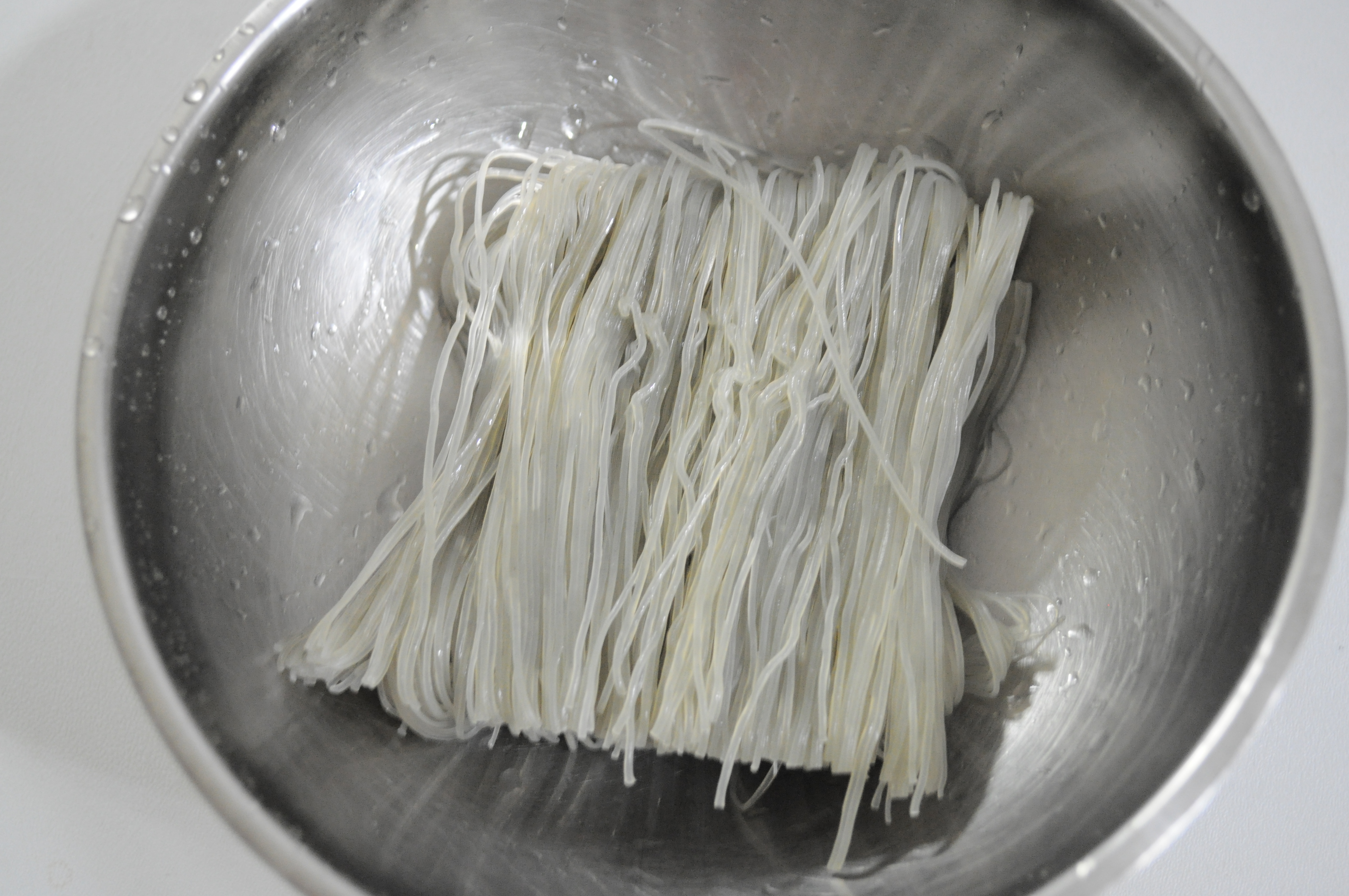
朝鲜冷麵麵條形態

朝鲜冷麵是朝鮮半島的传统特色食品。在中国東北，因有大量的朝鲜族，故亦受歡迎。
朝鮮冷麵一般夏、冬两季食用，汤較少，多用碗，亦有用碟子盛裝的。冷麵的作法，是把麵條煮熟後，再放进盐、醋、酱油等調味料，並再加番茄、黄瓜等青菜作伴菜。吃时把伴菜與麵條拌好，再配以朝鲜咸菜或泡菜、朝鮮辣醬或芥末酱。面条以荞麦面为主，不过亦有使用小麦麵。
在朝鮮半島，冷面通常被认为是咸興、平壤等北部地区的食物。朝鲜政府在許多國家開設的朝鮮餐廳常供應冷麵，而在平壤則以「玉流館」的冷麵最為知名。2018年4月27日，韓國總統文在寅與朝鮮領導人金正恩舉行高峰會，为满足文在寅的愿望，朝鮮方面专门派玉流館廚師到板門店的統一閣製作平壤冷麵做為晚宴餐點之一。

## 各地的朝鮮冷麵

### 朝鮮半島
- 全羅冷麵：比較暖身，與蔬菜絲拌着來吃。比較著名的有「豆湯冷麵」。
- 首爾冷麵
- 平壤冷麵：湯水多，口味清淡。
- 咸興冷麵：加辣醬，湯水少。

### 中國大陸
- 延吉冷麵：会加些许碎冰和西瓜。
- 雞西冷麵：放寬了原材料的選擇範圍，融入了東北人飲食口味。
- 苏家屯冷麵：加入红红的肉酱。
- 西塔冷面
- 唐山朝鲜麵：使用朝鲜冷面的面条。热吃，加入辣白菜、虾皮、香菜。

### 日本
- 盛岡冷麵、別府冷麵：經由朝鮮移民引入日本，其中盛岡冷麵為東北地方的鄉土料理。

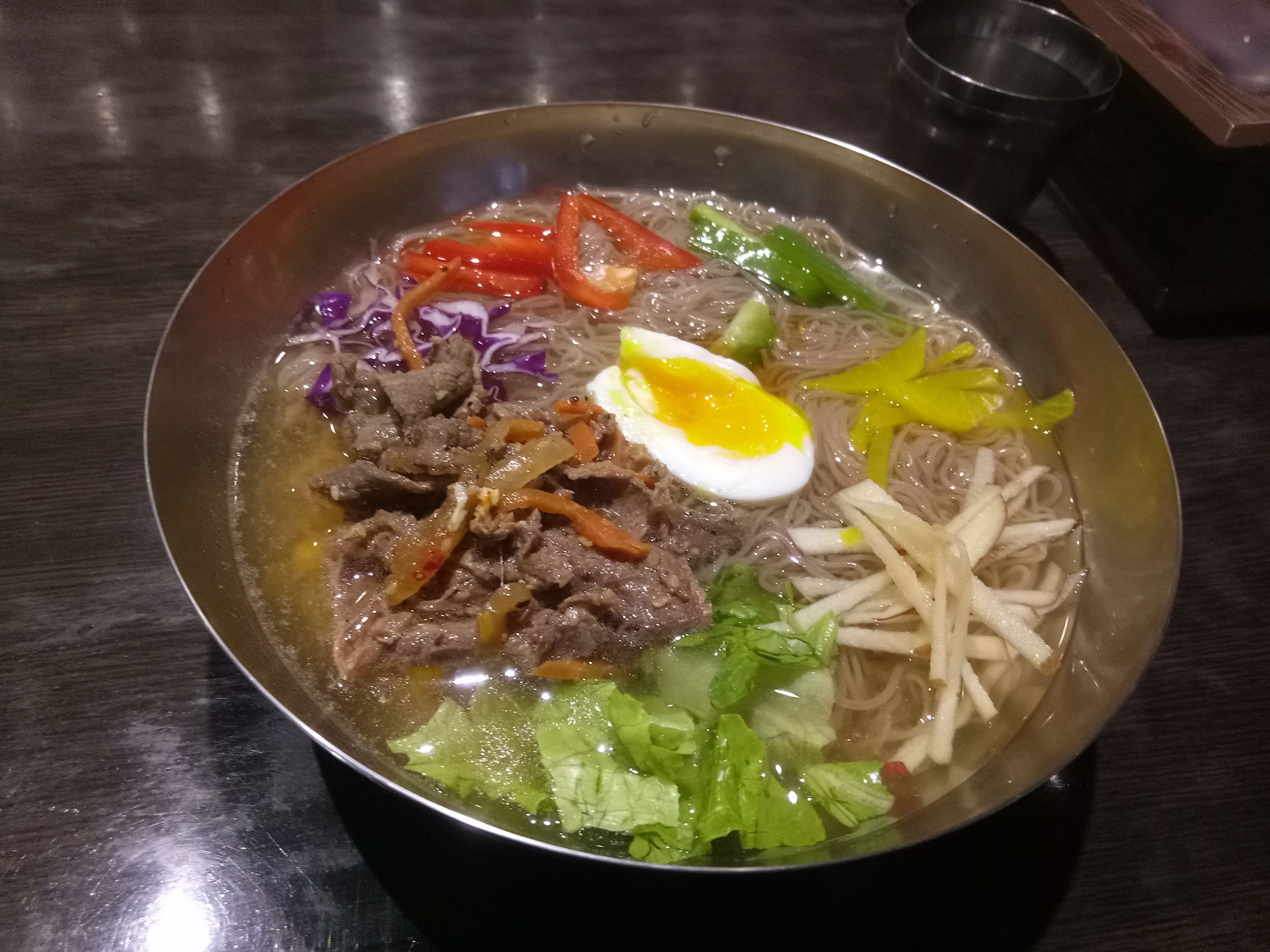
臺灣臺北市一間韓式餐館所販售的平壤冷麵
韓國首爾一間餐館販售的水冷麵
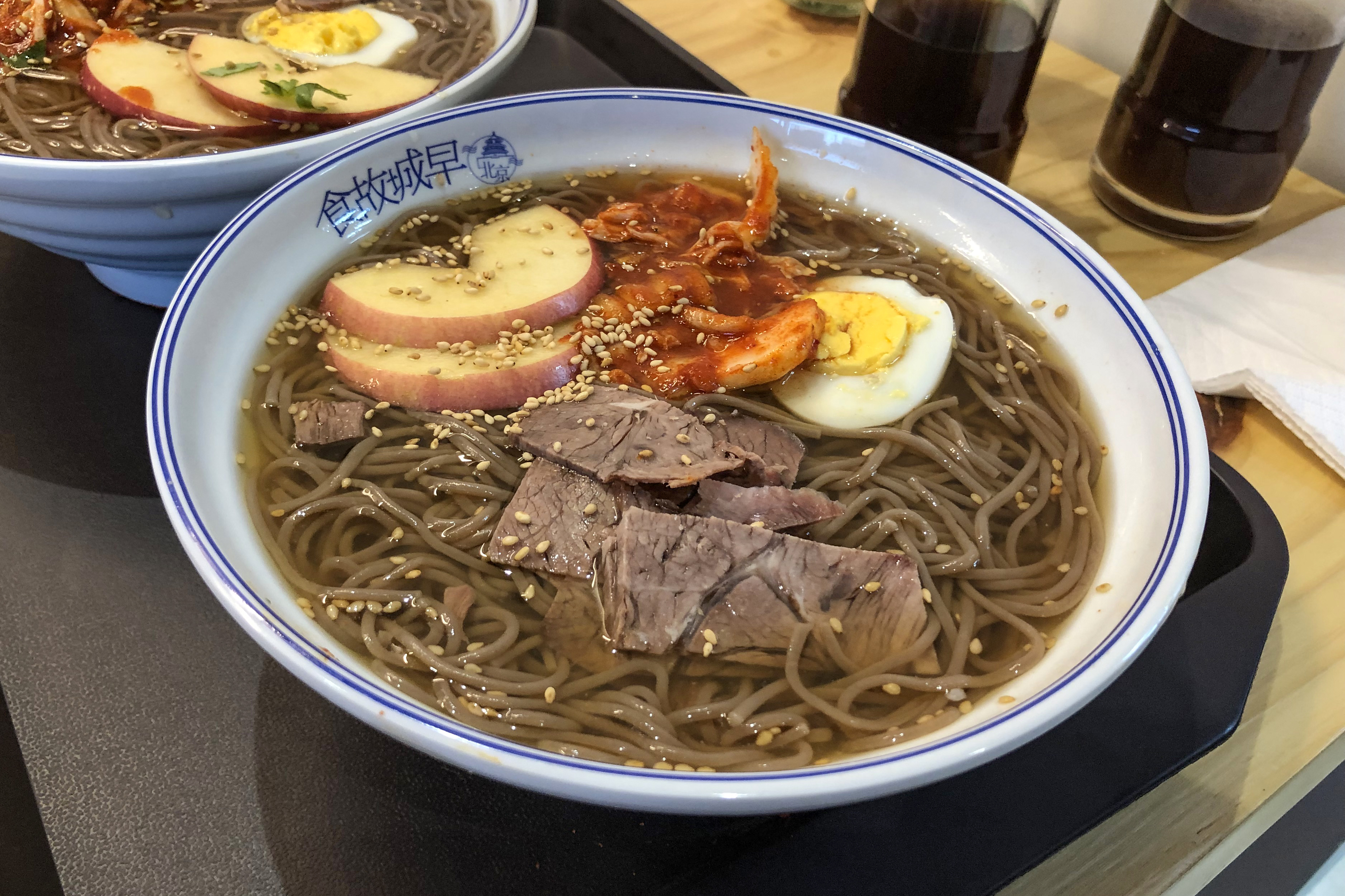
在北京销售的延吉冷面
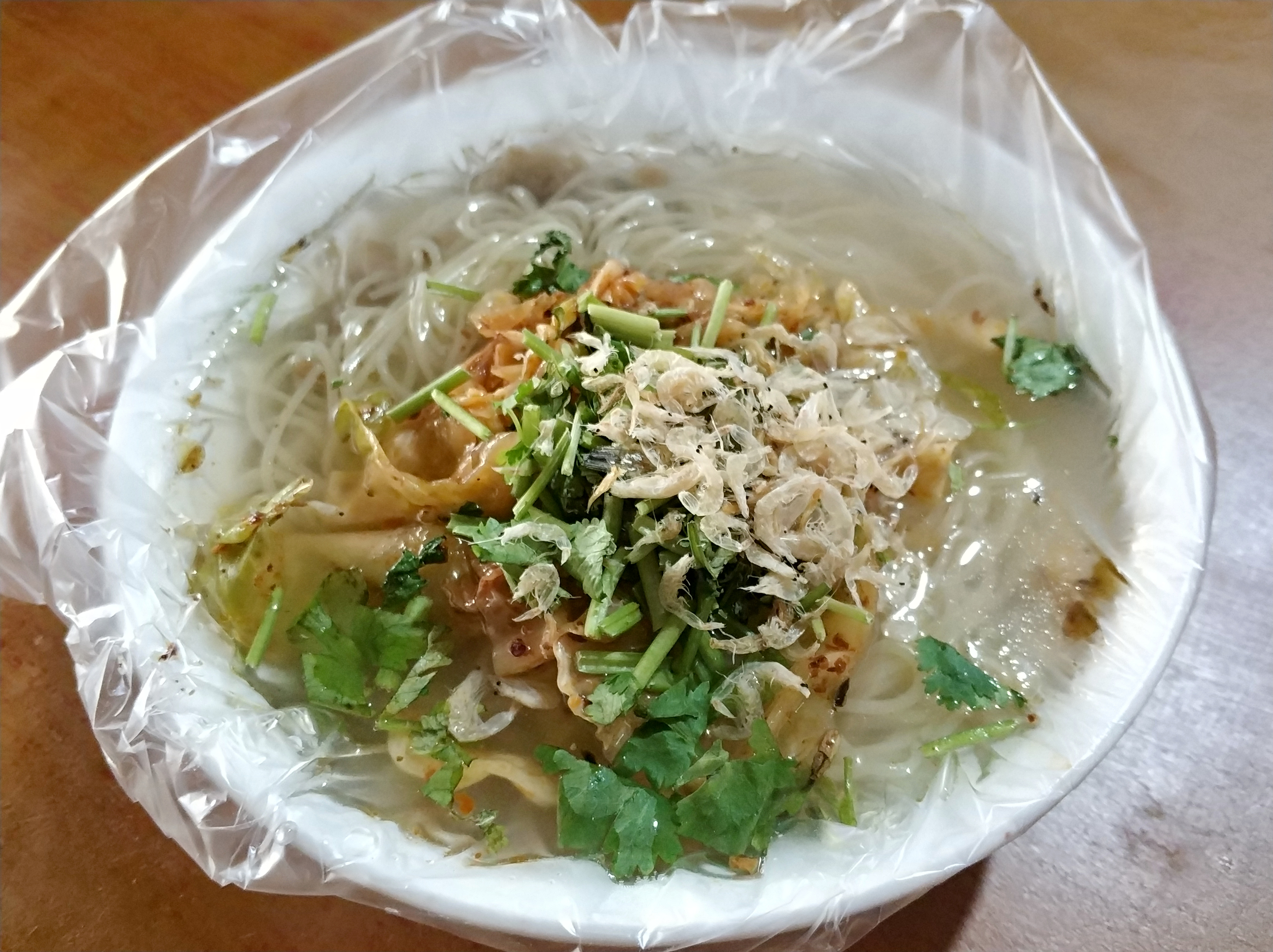
唐山朝鲜麵
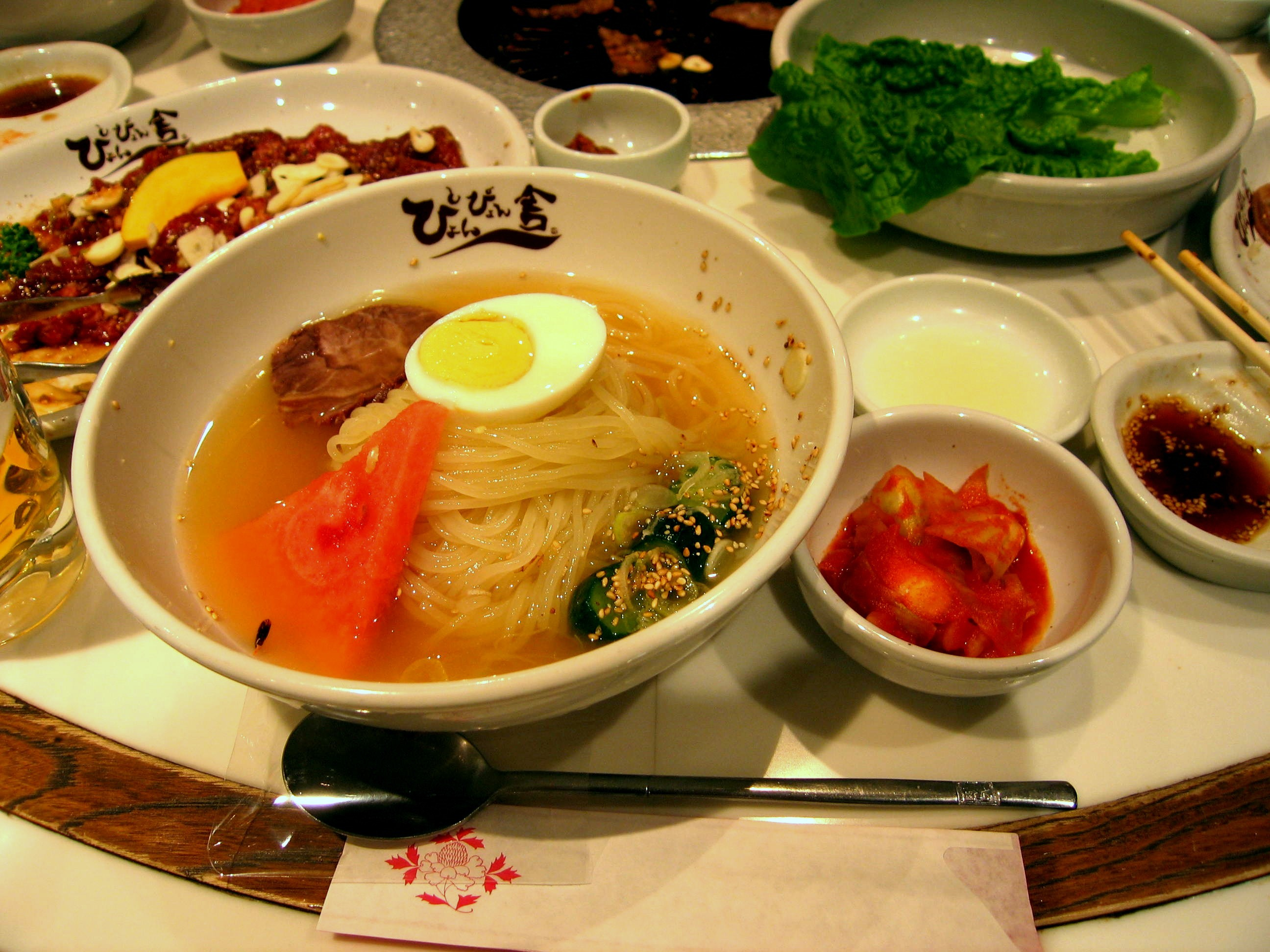
盛冈冷面